# Jean Gaulmier
Jean Gaulmier, né le 10 mars 1905 à Charenton-du-Cher et mort le 11 novembre 1997 à Paris 15e, est un professeur et un écrivain français, passionné par l’Orient, qu'il ambitionne de rapprocher de l’Occident, spécialiste de Volney et de Gobineau.

## Biographie
Après ses études secondaires au collège Sainte-Croix de Neuilly (baccalauréats latin grec en 1920, latin, sciences et philosophie en 1921) et une année consacrée aux mathématiques (1922), il se tourne vers les lettres, présente en 1925 le concours d’entrée de l'École normale supérieure de la rue d'Ulm (il a pour compagnons Raymond Aron, Paul Nizan et Jean-Paul Sartre) mais échoue.
Il s’oriente alors vers les études de lettres, philosophie et grec à la Sorbonne. Étienne Gilson, son professeur de philosophie, a éclairé, pour lui, toute la filiation qui, par les philosophes arabes, mène jusqu’à Saint Thomas d’Aquin, exégète d’Aristote.
Jean Gaulmier conçoit le dessein d’apprendre l’arabe. Étienne Gilson lui conseille de rencontrer Louis Massignon, premier orientaliste de son temps. « L’arabe, lui dit-il, est la langue de Dieu. » Il s’inscrit donc en 1925 à l’École des langues orientales. Il a pour professeur Roger Gaudefroy-Demonbynes et pour amis des Syriens envoyés à Paris dans le cadre du mandat : Zaki Arsouzi, Djamil Saliba, Kazem Daghestani. « Tout ce qu’il apprend sur ce pays lui fait désirer de le connaître… »
Pour pratiquer la langue, stimulé par cet intérêt croissant, il décide de se rendre au Liban, où il s’engage pour deux ans (1928) au 17e régiment de tirailleurs sénégalais, dont le dépôt est à Beyrouth.
Ainsi débute une carrière, sous le mandat français, au Liban et en Syrie qui le fera séjourner en Orient pour un quart de siècle. Très vite, huit mois plus tard, Jean Gaulmier est détaché à Damas avec le titre de « conseiller pour l’instruction publique ».
À vingt-quatre ans, il est nommé directeur des études françaises à Hama, où il écrit deux volumes de nouvelles inspirées de son Berry natal : Terroir (1931) et Matricule 8 (1932), publiés aux éditions Rieder dans la collection des « Prosateurs français contemporains » et salués par Louis Guilloux, Romain Rolland et André Demaison. Sa réputation d’écrivain est établie en France.
En 1932, il est nommé à Damas pour deux ans ; puis en 1934 à Alep où il reste jusqu’en 1939. Durant ces treize années, il enseigne la philosophie et inspecte les établissements d’enseignement syriens. En 1939, Jean Gaulmier est mobilisé sur place. Démobilisé en 1941, il se rallie à la France libre, qu'il renseigne sur ce qui se passe à Alep, avant la campagne de Syrie. Il assiste ainsi au passage des avions allemands envoyés soutenir la révolte irakienne contre les Anglais.
Présenté au général de Gaulle lors de sa visite à Alep, il est chargé de diriger le service d’information et de radiodiffusion de la France libre à Beyrouth jusqu'en 1944 et fait paraître aux éditions France-Levant une Anthologie de Gaulle et les Discours aux Français du général de Gaulle en 1943, ainsi que deux plaquettes, Voyage du général de Gaulle en Syrie et au Liban, publiée par le Service d'information et de radiodiffusion de la France libre au Liban en 1942, et les Écrits du général de Gaulle, éditée par la Société d'impression et d'édition à Beyrouth en 1944.
Après une brève incursion à Alger, de retour à Beyrouth en 1945, il enseigne durant six ans à l’École supérieure des lettres (université Saint-Joseph) nouvellement créée et rattachée à la faculté des lettres de Lyon. C’est alors qu’après avoir renoncé à un premier projet de thèse sur le rôle des Arabes dans la transmission de la pensée grecque, il mène à bien une thèse de doctorat et une thèse complémentaire sur l’idéologue orientaliste Volney, très célèbre aux XVIIIe siècle et XIXe siècle. Elle est terminée en 1947 et publiée en 1951. Entre-temps, il s’attache à un projet sans précédent : la création d’une grande université française pour tout le Proche-Orient, université mixte dont l’enseignement tournerait autour des Lettres et des Sciences, projet qui ne verra pas le jour.
De 1947 à 1956, il fut maire de son village natal, aux confins du Berry et du Bourbonnais.
De retour en France en 1951, il obtient son affectation à l’Université de Strasbourg afin d’exploiter le « Fonds Gobineau » (conservé à la Bibliothèque nationale et universitaire de Strasbourg), dont il va coordonner, pour la Bibliothèque de la Pléiade, l’édition d'œuvres en trois volumes. Il sera, également, l’éditeur des Études Gobiniennes.
Pendant son séjour de près de vingt ans à Strasbourg, Jean Gaulmier devient secrétaire de l’Association des Publications (1953), directeur de l’IPES (1958), représentant élu de la Faculté au Conseil de l’Université (1964-1967 et 1967-1970).
Parallèlement à son enseignement, il a effectué plusieurs missions en Afrique pour l’UNESCO : en 1958 au Maroc pour l’étude de la planification scolaire et de l’arabisation de l’Instruction publique ; en 1961 en Côte d’Ivoire pour l’adaptation des programmes scolaires ; en 1962 à Tananarive au Colloque des experts pour l’adaptation des programmes en Afrique ; en 1963 au Cameroun pour étudier l’unification des systèmes d’enseignement entre le Cameroun oriental et occidental.
Élu à la Sorbonne en 1969, Jean Gaulmier y enseignera jusqu’à sa retraite en 1975.
En 1986, il publie Hélène et la solitude, grâce à Louis Nucera qui est à l’origine de la réédition de Terroir (encensé en son temps par Romain Rolland) et Matricule 8, après des dizaines d’années d’enfermement dans un placard. Ce qui a fait dire à Éric Deschodt : « Pendant tout ce temps, Jean Gaulmier priva le public d’une histoire merveilleuse de désenchantement »,.

## Œuvre

### Pastiches
- À la manière de... 1942, Le Caire, Éditions du Scribe égyptien, 1942.
- combattant malgré eux, Editions Charlot, 1945.

### Ouvrages de fiction
- Terroir, Rieder, 1931, réédition Éditions Jean-Claude Lattès, 1984
- Matricule Huit, Rieder, 1932, réédition Éditions Jean-Claude Lattès, 1985
- Hélène et la solitude, Éditions Jean-Claude Lattès, 1986

### Éditions critiques
- Charles de Gaulle écrivain, Louis Charlot, 1945. Traduit en arabe par Albert Adib Beyrouth Manchurat al-Adib 1943.
- L’idéologue Volney, Imprimerie Catholique, 1951
- Gérard de Nerval et les Filles du Feu, Nizet, 1957
- Un grand témoin de la Révolution : Volney, Hachette, 1959
- L’univers de Marcel Jouhandeau, Nizet, 1959
- Le Spectre de Gobineau, Jean-Jacques Pauvert, 1965
- Michelet, coll. Les Écrivains devant Dieu, Éditions Desclée de Brouwer, 1968
- Gobineau et sa fortune littéraire, Ducros, 1971
- Autour du romantisme : de Volney à J.-P. Sartre, Éditions Ophrys, 1977, 382 pages

### Éditions de textes
- Anthologie de Gaulle, France-Levant, 1942 (repris Ed. Hutchinson, Londres 1943)
- Aragon, Le Crève Cœur, Beyrouth, Problèmes français, 1942 (avec une introduction de Jean Gaulmier, Imprimerie de La Syrie et l'Orient, 1943, 180 pages)
- Péguy et nous, choix de Jean Gaulmier, collection « Problèmes français », Beyrouth, 1943
- Discours aux Français du Général de Gaulle, France-Levant, 1943
- Khalil Zahiri, Zubda Kachf al-Mamalik, Institut français de Damas, 1950
- Volney, Voyage en Égypte et en Syrie, Mouton, 1959
- André Breton, Ode à Charles Fourier, Klincksieck, 1961
- Les Mille et une Nuits, Garnier-Flammarion, 1965
- Gobineau, Nouvelles asiatiques, Garnier, 1965 (prix du Syndicat des critiques pour la meilleure édition en 1966)
- Gobineau, Le Mouchoir rouge et autres nouvelles, Garnier, 1968
- Renan, Vie de Jésus, Éditions Gallimard, 1974
- Gobineau, Œuvres, Éditions Gallimard, 1975

### Articles
- Jean Gaulmier, un orientaliste : recueil des textes publiés dans le Bulletin des études orientales, 1929-1972, Damas, Presses de l’Ifpo, coll. « Ifpoche », 2006, 192 p.; Réédition en ligne (2012), revue et augmentée d’un article supplémentaire et d’une nouvelle introduction : http://ifpo.revues.org/59